# Dmitrij Anatoljevics Zserebcsenko
Dmitrij Anatoljevics Zserebcsenko (oroszul: Дмитрий Анатольевич Жеребченко) (Kurcsatov, 1989. június 27. –) világ- és Európa-bajnok orosz tőrvívó.